# 810

## Догађаји
- Млетачке војводе поново мењају страну, потчињавајући се краљу Пипину, под влашћу његовог оца Карла Великог, који затим креће да заузме Венецију. Византијски цар Нићифор I шаље флоту у Далмацију, што је подстакло Пепина да се повуче на копно. Легат је послат у Венецију, где смењује превратничке војводе, пре него што настави пут за Ахен, да преговара о миру са Карлом Великим. Карло Велики признаје византијску превласт над Венецијом и Далмацијом.
- Дански краљ Годфрид предводи 200 викиншких бродова у пљачкању фризијске обале и заузима северну Фризију.
- Годфрида убија један од његових хускарлова, а наслеђује га Хеминг.

- Ал-Андалуз (модерна Шпанија): Град Мерида устаје против Емирата Кордоба.
- Храм Тикал III, такође познат као Храм свештеника Јагуара, изграђен је у Националном парку Тикал (савремена Гватемала).

## Рођења
- 21. јул — Бухарија, персијски исламски учењак (у. 870)

## Смрти
- 8. јул — Пипин II од Италије, син Карла Великог